# Girl You Know It’s True (Lied)
Girl You Know It’s True ist ein Lied von Numarx aus dem Jahr 1987, das von William Pettaway Jr., Sean Spencer, Kevin Liles, Rodney Hollaman und Kayode Adeyemo geschrieben wurde. Weltweit bekannt wurde es ein Jahr später durch die in Deutschland produzierte Band Milli Vanilli.

## Geschichte
Im Jahr 1987 nahm die fünfköpfige Hip-Hop-Gruppe Numarx aus Baltimore, bei der Spencer, Liles und Hollaman Mitglied waren, das selbstgeschriebene Lied Girl You Know It’s True als ihre zweite Single auf. Produzenten waren Bill Pettaway und Ky Adeyemo. Es erschien bei einem Indie-Label in Maryland und im Jahr darauf beim britischen Label Bluebird zusammen mit ihrem Debütsong Rhymes So Def. Außerdem veröffentlichten sie ein Album mit dem Titel Our Time Has Come mit den beiden Songs. Für Numarx brachte es keinen nennenswerten Erfolg und die Mitglieder gingen bald getrennte Wege, unter anderem wurde Kevin Liles später Leiter des Labels Def Jam.

## Milli Vanilli-Version
Der deutsche Produzent Frank Farian wurde 1988 auf das Lied Girl You Know It’s True aufmerksam und wählte es als erstes Lied für sein Musikprojekt Milli Vanilli aus. In Deutschland und Österreich wurde Girl You Know It’s True in der Version von Milli Vanilli ein Nummer-eins-Hit. Auch in England und der Schweiz kam es in die Top 3. Anfang 1989 war es auch in den USA erfolgreich, es kam bis auf Platz 2 und verkaufte sich über eine Million Mal. Das zugehörige Album, das nach dem Lied benannt wurde, ist mit über 6 Millionen verkauften Exemplaren das erfolgreichste Album aus deutscher Produktion in den Vereinigten Staaten. Song und Album brachten Milli Vanilli einen Grammy Award als Newcomer des Jahres.
Bei einem MTV-Konzert im Jahr 1990 blieb bei dem Lied Girl You Know It’s True die Playback-Maschine hängen und wiederholte endlos den Anfang des Refrains. In der Folge wurde bekannt, dass Rob Pilatus und Fab Morvan nie selbst gesungen hatten, sondern nur als Tänzer und Performer auf der Bühne gestanden hatten. Die eigentlichen Sänger waren neben anderen Charles Shaw, Johnny Davis und Brad Howell gewesen. Frank Farian löste danach das Projekt auf.

### Chartplatzierungen
| ChartsChartplatzierungen       | Höchstplatzierung | Wochen |
| ------------------------------ | ----------------- | ------ |
| Deutschland (GfK)              | 1 (28 Wo.)        | 28     |
| Österreich (Ö3)                | 1 (18 Wo.)        | 18     |
| Schweiz (IFPI)                 | 2 (18 Wo.)        | 18     |
| Vereinigte Staaten (Billboard) | 2 (26 Wo.)        | 26     |
| Vereinigtes Königreich (OCC)   | 3 (15 Wo.)        | 15     |

| ChartsJahrescharts (1988)    | Platzierung |
| ---------------------------- | ----------- |
| Deutschland (GfK)            | 1           |
| Österreich (Ö3)              | 5           |
| Schweiz (IFPI)               | 14          |
| Vereinigtes Königreich (OCC) | 40          |

| ChartsJahrescharts (1989)      | Platzierung |
| ------------------------------ | ----------- |
| Vereinigte Staaten (Billboard) | 8           |

### Auszeichnungen für Musikverkäufe
| Land/Region                  | Auszeichnungen für Musikverkäufe (Land/Region, Auszeichnung, Verkäufe) | Verkäufe  |
| ---------------------------- | ---------------------------------------------------------------------- | --------- |
| Deutschland (BVMI)           | Gold                                                                   | 250.000   |
| Frankreich (SNEP)            | Silber                                                                 | 250.000   |
| Kanada (MC)                  | Gold                                                                   | 50.000    |
| Schweden (IFPI)              | Gold                                                                   | 25.000    |
| Vereinigte Staaten (RIAA)    | Platin                                                                 | 1.000.000 |
| Vereinigtes Königreich (BPI) | Silber                                                                 | 200.000   |
| Insgesamt                    | 2× Silber · 3× Gold · 1× Platin ·                                      | 1.775.000 |

## Weitere Coverversionen
Nach der Aufdeckung des Skandals um Milli Vanilli litt die Popularität des Songs im Ausland. Die beiden Boyzone-Mitglieder Keith Duffy und Shane Lynch nahmen 2000 nach der Auflösung ihrer Band eine Rapversion des Lieds auf, das eine Satire auf die Musikindustrie darstellt. Eine Singleversion kam Ende 2000 in die britischen Charts.
Im deutschsprachigen Raum, wo der Skandal keine so hohen Wellen geschlagen hatte, war das Lied aber weiterhin populär und wurde unter anderem von Centory, Oli P. und Lemon Ice gecovert. Alle drei kamen mit ihren Versionen auch in die Charts.
Aufnahmen:
- 1987: Numarx (Original)
- 1988: Milli Vanilli
- 1988: Wally B. (deutsche Version unter dem Titel Girl, ich brauch Dich)
- 1990: Depp Jones (PunkPartyDoomRoom)
- 1996: Centory
- 1999: Ray Hamilton Orchestra (Instrumental)
- 2000: Charles Shaw
- 2000: Keith ’n’ Shane
- 2001: Oli P. & Jan van der Toorn
- 2007: Lemon Ice
- 2010: MoveTown
- 2023: Sixstring Lounge
- 2025: Caro feat. Charles Shaw[25]